# 里斯利鎮區 (堪薩斯州馬里昂縣)
里斯利鎮區（英語：Risley Township）為美國堪薩斯州馬里昂縣轄下的鎮區。2010年美国人口普查中此鎮區人口有207人。

## 地理
里斯利鎮區涵蓋總面積為88.7平方（34.25平方英里），其中陸地面積為88.0平方（33.96平方英里），水域面積為0.75平方（0.29平方英里）或0.85%。海拔高度1,398（4,587英尺）。

## 人口統計
根據2010年美國人口普查，里斯利鎮區人口有207人，其中男性有109人，女性有98人，人口密度為每平方公里2.33人，住房計90戶。鎮區內的白人有202人，非裔美國人有1人，美洲原住民有0人，亞裔美國人有0人，太平洋島裔美國人有0人，其他種族有4人，混血種族則有0人。此外鎮區內有5人為西班牙裔或拉丁裔美國人。此鎮區之年齡中位數為53.1歲，而男性年齡中位數為53.8歲，女性年齡中位數為0.0歲。

## 交通

### 主要公路
- 56號美國國道
- 15號堪薩斯州州道